# 植形动物
植形动物是指外观上像植物的动物，例如海葵。早期的博物学家不能确定某些动物是否真是动物，在这种情况下，瑞典博物学家林奈采取了一个折中的方法，把它们统称为“植形动物”。现代生物学已不再使用此名词。
在古代东亚特别是古代中国的典籍（例如中醫文獻）里，是将食用菌类（蘑菇等）视为植物，而将冬虫夏草视为植形动物。